# Битти, Джордж
Джордж Битти (англ. George Beattie; 28 мая 1877, Монреаль, Квебек — 6 апреля 1953, Гамильтон, Онтарио) — канадский стрелок, трёхкратный серебряный призёр летних Олимпийских игр.
Битти участвовал в трёх Олимпийских играх в соревнованиях по трапу. На летних Олимпийских играх 1908 в Лондоне он стал дважды вторым среди отдельных спортсменов и команд. Через 12 лет на летних Олимпийских играх 1920 в Антверпене он стал пятым вместе со своей сборной и 13-м среди отдельных спортсменов. На последних своих летних Олимпийских играх 1924 в Париже Битти занял второе место в командном соревновании и разделил шестое в индивидуальном.